# اسپرینگهیل (مونتانا)
اسپرینگهیل (به انگلیسی: Springhill) شهری در ایالت مونتانا کشور ایالات متحده آمریکا است که جمعیت آن در سرشماری سال ۲۰۱۰ میلادی، ۱۳۰ نفر بوده‌است.